# Humorolethalis sergius
Humorolethalis sergius — вид двокрилих комах родини ктирів (Asilidae).

## Класифікація
Вид описаний у 1849 році під назвою Daptolestes sergius. У 2020 році вид виокремлено в монотиповий рід Humorolethalis, який названо на честь супергероя кіновсесвіту Марвел Дедпула (з латинської перекладається як вологий і смертельний), через яскраво червоне забарвлення комахи, яке схоже на одяг супергероя.

## Поширення
Ендемік Австралії.